# Tait
Tait era la dea egizia della tessitura
| X1 · U30 | G1 | M17 | M17 | X1 | B1 |

 t3yt
con la variante:
| X1 · U30 | M17 | M17 | t | S28 | I15 |

Forma di Neith, venerata a Sais, partecipava ai riti funerari producendo le bende per la mummificazione.
Tait era anche considerata protettrice della regalità in quanto i suoi prodotti servivano per rivestire il sovrano.
La controparte maschile di Tait era Hedi hotep
| T3 | R4 · t · p |

ḥḏ htp